# Лимния (Кипър)
Лимния (на гръцки: Λιμνιά, Лимня̀; на турски: Mormenekşe) е село в Кипър, окръг Фамагуста. Според статистическата служба на Северен Кипър през 2011 г. селото има 1033 жители.
Де факто е под контрола на непризнатата Севернокипърска турска република.